# Bernhard Kosmann

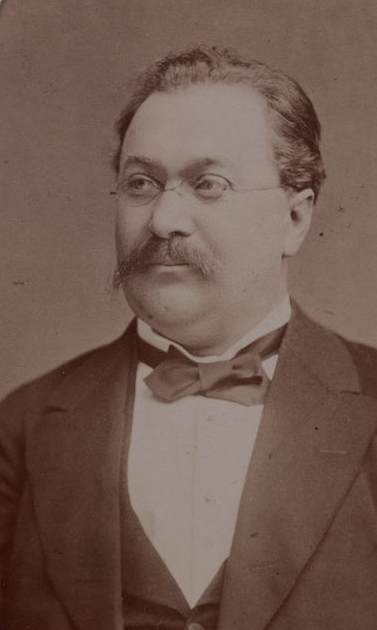
Bernhard Kosmann (1878)

Hans Bernhard Kosmann (* 4. Februar 1840 in Lobsens; † 9. April 1921 in Berlin) war ein preußischer Bergbeamter.

## Leben
Hans Bernhard Kosmann wurde am 4. Februar 1840 zu Lobsens als Sohn des Kreisgerichtsdirektors Friedrich Wilhelm Albert Kosmann und Maria Kuntz geboren. Sein Vater wurde 1842 nach Stettin versetzt, wo Bernhard Kosmann Ostern 1859 sein Abitur ablegte. Nachdem er als Bergbaubeflissener angenommen wurde, begann er 1861 die wissenschaftliche Ausbildung an den Universitäten Breslau und Berlin sowie an den Bergakademien Berlin und Freiberg. Das Semester 1863/64 verbrachte er an der École des mines impériales in Paris, gefolgt von einer vierwöchigen Studienreise in Frankreich, bei der er Material und Unterlagen für seine Dissertation sammelte, welche er am 21. Dezember 1864 an der Universität Halle ablegte.
Nach zwei weiteren Jahren legte er seine Prüfung zum Bergreferendar ab. Anschließend arbeitete er für kurze Zeit im Stahlwerk der Gebrüder Gonoy in Hombourg-Haut, bevor er 1868 als Assistent in den Staatsdienst wechselte und im Mai 1870 seine Staatsprüfung zum Bergassessor ablegte. Im Frühjahr 1871 erfolgte die Ernennung zum Eichungsinspektor für die Provinz Brandenburg. 1874 wurde er für drei Jahre in die Berliner Stadtverordnetenversammlung gewählt und nahm 1876 eine Stellung als Chemiker an der Stettiner Schamottenfabrik in Pommerensdorf an. Kurz darauf wechselte er aber wieder in den Staatsdienst zurück und wurde Berginspektor auf der Königsgrube in Königshütte, 1879 zum Bergmeister ernannt und zum Königlichen Revierbeamten in Beuthen O.S. befördert. Nach drei Jahren trat er aber aus dem Staatsdienst aus und habilitierte 1883 an der Universität Breslau, an der er als Privatdozent in seinem Berg- und Hüttenlaboratorium lehrte und forschte.

## Leistungen
Seine wissenschaftlichen Arbeiten beschäftigten sich hauptsächlich mit der Ton-, Zement- und Kalkindustrie und der Erforschung der Technologie der Mörtel- und Silikatchemie.
Am 9. Juni 1896, bei der 36. Jahresversammlung des deutschen Vereins von Gas- und Wasserfachmännern, machte Kosmann die Mitteilung, dass er im Monazitsande ein Oxid einer neuen Edelerde entdeckt habe, welches er als „Kosmium“ bezeichnete. Einige Wochen später, am 25. Juli, folgte die Mitteilung über eine weitere Edelerde, welche er als „Neokosmium“ bezeichnete. Zur gleichen Zeit reichte er auch mehrere Patente in verschiedenen Ländern ein, welche die Gewinnung der beiden Edelerden behandelten. Clemens Winkler schrieb hierzu: „Wenn Patente nicht Geld kosteten, so könnte man hierdurch an den Aprilscherz erinnert werden, den die Chemiker-Zeitung sich vor einigen Jahren erlaubt hat […]“. Winkler bezieht sich auf die Etymologie der beiden Elemente, denn Kosmann benannte sie nach sich selber, und die zahlreichen „neuen Elemente“, die zu der Zeit entdeckt wurden. Die Patente wurden jedoch nie erteilt, so dass die Entdeckung wohl schnell als Irrtum abgetan wurde. Proben der beiden Oxide befinden sich in der Sammlung chemischer Präparate der Bergakademie Freiberg. Kosmium und Neokosmium bestehen aus Lanthan (90 bzw. 82 %) und wechselnden Anteilen an Barium, Neodym und Praseodym.
Kosmann wurde am  13. April 1891 zum Mitglied der Leopoldina ernannt und war Ehrenmitglied der Naturforschenden Gesellschaft zu Görlitz, des Deutschen Tonindustrie-Vereins und des Vereins deutscher Kalkwerke.

## Werke (Auswahl)
Neben zahlreichen Beiträgen im Journal für Gasbeleuchtung und Wasserversorgung und in den Verhandlungen des Vereins zur Beförderung des Gewerbefleißes sind hier besonders seine Monografien erwähnt:
- De nonnullis lavis Arverniacis. Dissertatio inauguralis mineralogica-chemica. Halis Saxoniae 1864, urn:nbn:de:bvb:12-bsb10283983-4 (Latein).
- Oberschlesien sein Land und seine Industrie. Festschrift für die XXIX. Haupt-Versammlung des Vereins deutscher Ingenieure zu Breslau. Nebst einer geognostischen und einer Verkehrskarte bearbeitet von dem conc. Markscheider Küntzel in Charlottenhof. Im Selbstverlage des Oberschlesischen Bezirks-Vereins deutscher Ingenieure zu Kattowitz, Gleiwitz 1888 (Śląska Biblioteka Cyfrowa).
- Bernhard Kosmann: Die Marmorarten des Deutschen Reichs. Verlag von Leonhard Simion, Berlin 1888.
- Die Darstellung von Chlor und Chlorwasserstoffsäure aus Chlormagnesium. Mit 19 in den Text eingedruckten Figuren. Verlag von Leonhard Simion, Berlin 1891.